# Elisabeth Endres (Germanistin)
Elisabeth Endres (* 13. Juni 1934 in München; † 22. Januar 2000 ebenda) war eine deutsche Germanistin, Historikerin, Literaturkritikerin und Journalistin.

## Leben
Aufgewachsen in München besuchte sie das damalige Angergymnasium (heute Theresia-Gerhardinger-Gymnasium am Anger) der Armen Schulschwestern U.L.F. in München. Sie studierte Germanistik und Geschichte und promovierte 1960 mit einer Arbeit über Jean Paul bei Emil Staiger in Zürich. Danach arbeitete sie als Literaturkritikerin für die Deutsche Zeitung in Köln, für die FAZ, die Süddeutsche Zeitung und für verschiedene Rundfunkanstalten. Von 1967 bis 1969 war sie als Kulturkorrespondentin in London, 1971 kehrte sie nach München zurück.
Endres arbeitete 1996 am 7. Pfingstsymposion München vom souveränen Hören Donnerstag, 30. Mai bis Sonntag, 2. Juni 1996 mit.
1989 wurde ihr der Schwabinger Kunstpreis für Literatur verliehen.
Elisabeth Endres starb am 22. Januar 2000 in München. Ihr Nachlass wird in der Monacensia, einer Abteilung der Stadtbücherei München aufbewahrt.

## Werke (Auswahl)

### Monographien
- Elisabeth Endres: Jean Paul. Die Struktur seiner Einbildungskraft. Zürich 1961 (= Zürcher Beiträge zur deutschen Sprach- und Stilgeschichte, Nr. 8) (Diss. Zürich).
- Elisabeth Endres: Autorenlexikon der deutschen Gegenwartsliteratur. 1945–1975 (Originalausgabe), Frankfurt (am Main) 1975, (= Fischer-Taschenbücher 6289) (= Fischer-Handbücher), ISBN 3-436-02154-7.
- Elisabeth Endres: Die Literatur der Adenauerzeit. München 1980, ISBN 3-8205-5064-X.
- Elisabeth Endres: Edith Stein. Christliche Philosophin und jüdische Märtyrerin. München / Zürich 1987, 2. Aufl. (8.–12. Tausend) 1987, ISBN 3-492-02779-2.
- Elisabeth Endres: Erzabt Walzer. Versöhnen ohne zu verschweigen. (= Reihe Positives Leben), Ravensburg 1988, ISBN 3-925868-39-9.
- Elisabeth Endres: Die gelbe Farbe. Die Entwicklung der Judenfeindschaft aus dem Christentum. München / Zürich 1989.
- Elisabeth Endres: Edith Stein. Christliche Philosophin und jüdische Märtyrerin. (Erweiterte Taschenbuchausgabe), (= Piper Band 2704), München / Zürich 1998, ISBN 3-492-22704-X.

### Herausgeberschaft
- Elisabeth Endres (Hrsg.), Martin Gregor-Dellin (Mitverf.): Pathos und Ironie. Ein Lesebuch von und über Martin Gregor-Dellin. (Orig.-Ausg.), (= Piper Band 557) (Fälschlich auch als Bd. 857 d. Schriftenreihe bezeichnet), München / Zürich 1986, ISBN 3-492-00857-7

### Artikel (in Auswahl)
- Elisabeth Endres: Rezensionen zu Marieluise Fleißer, „Avantgarde“ (1963). In: Die Zeit, Nr. 17/1964
- Elisabeth Endres: Müdes Nachspiel der Fiesta-Stimmung, Theodor Weißenborn zwischen Mann und Mon. In: Die Zeit, Nr. 16/1965 (Rezension zu Theodor Weißenborn, Außer Rufweite, Roman; Paul List Verlag, München)
- Elisabeth Endres: Österreichische Reminiszenzen. Gertrud Fussenegger wird achtzig. In: Süddeutschen Zeitung vom 8. Mai 1992 fussenegger.de
- Elisabeth Endres: RÜCKSPIEGEL. In: Der Spiegel. Nr. 42, 1980 (online – Zitate aus ihrem Buch „Die Literatur der Adenauerzeit“).
- Elisabeth Endres: Nachwort zum Rollwagenbüchlin, nach der Ausgabe von Johannes Bolte, Stuttgart 1984, Reclam-Universal-Bibliothek Nr. 1346, ISBN 3-15-001346-1, S. 192